# 2007-es japán rali

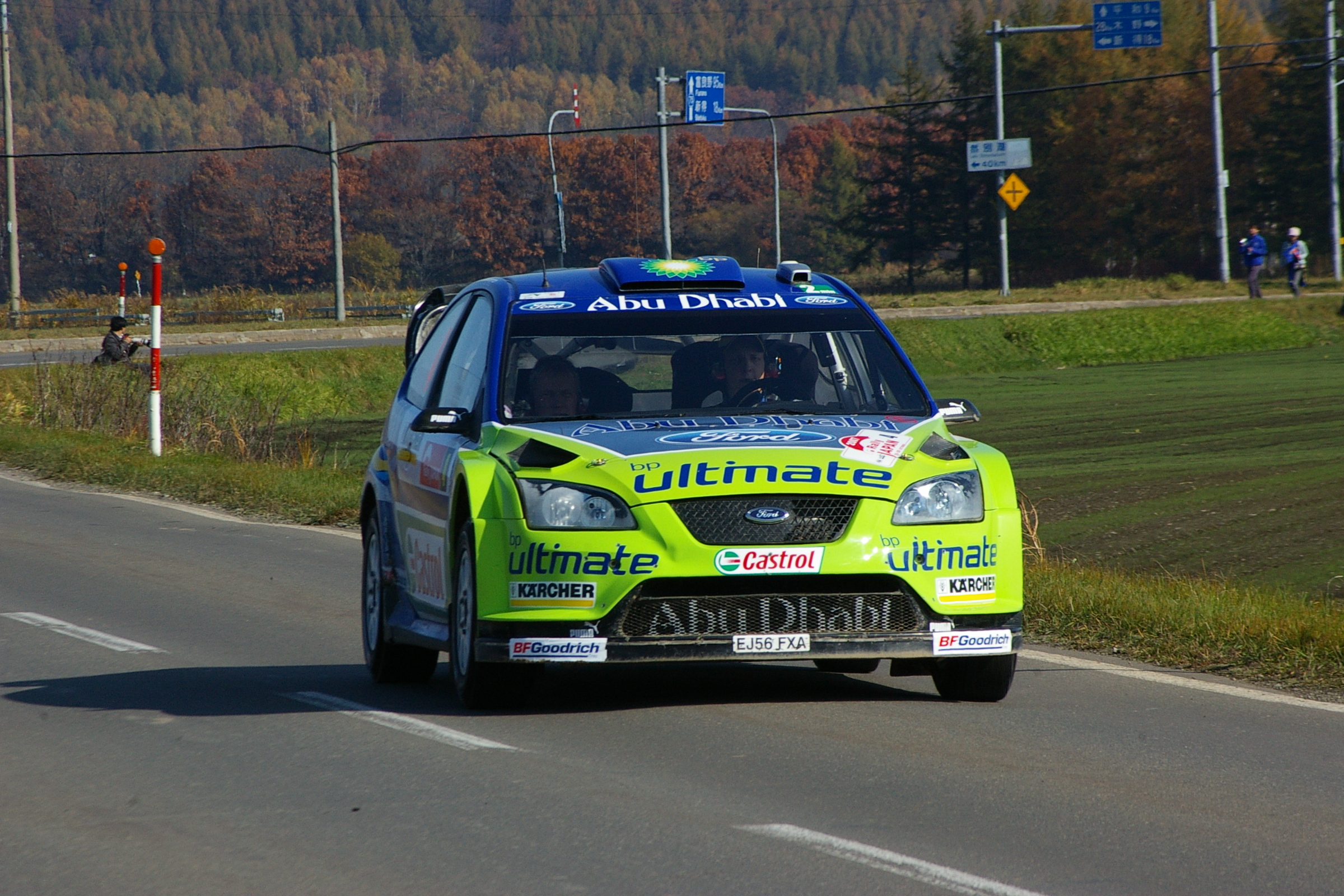
A verseny győztes párosa: Mikko Hirvonen és Jarmo Lehtinen

A 2007-es japán rali (hivatalosan: 4th Rally Japan) volt a 2007-es rali-világbajnokság tizennegyedik futama. Október 26 és 28 között került megrendezésre, 27 gyorsasági szakaszból állt, melyek össztávja 350 kilométert tett ki. A versenyen 85 páros indult, melyből 72 ért célba.
A versenyt a finn Mikko Hirvonen nyerte, akinek ez volt pályafutása harmadik világbajnoki győzelme. Másodikként a spanyol Dani Sordo zárt, harmadik pedig a norvég Henning Solberg lett.
A futam az N csoportos rali-világbajnokság futama is volt egyben. Ezt az értékelést az argentin Gabriel Pozzo nyerte, Leszek Kuzaj és Takuma Kamada előtt.

## Beszámoló
Első nap

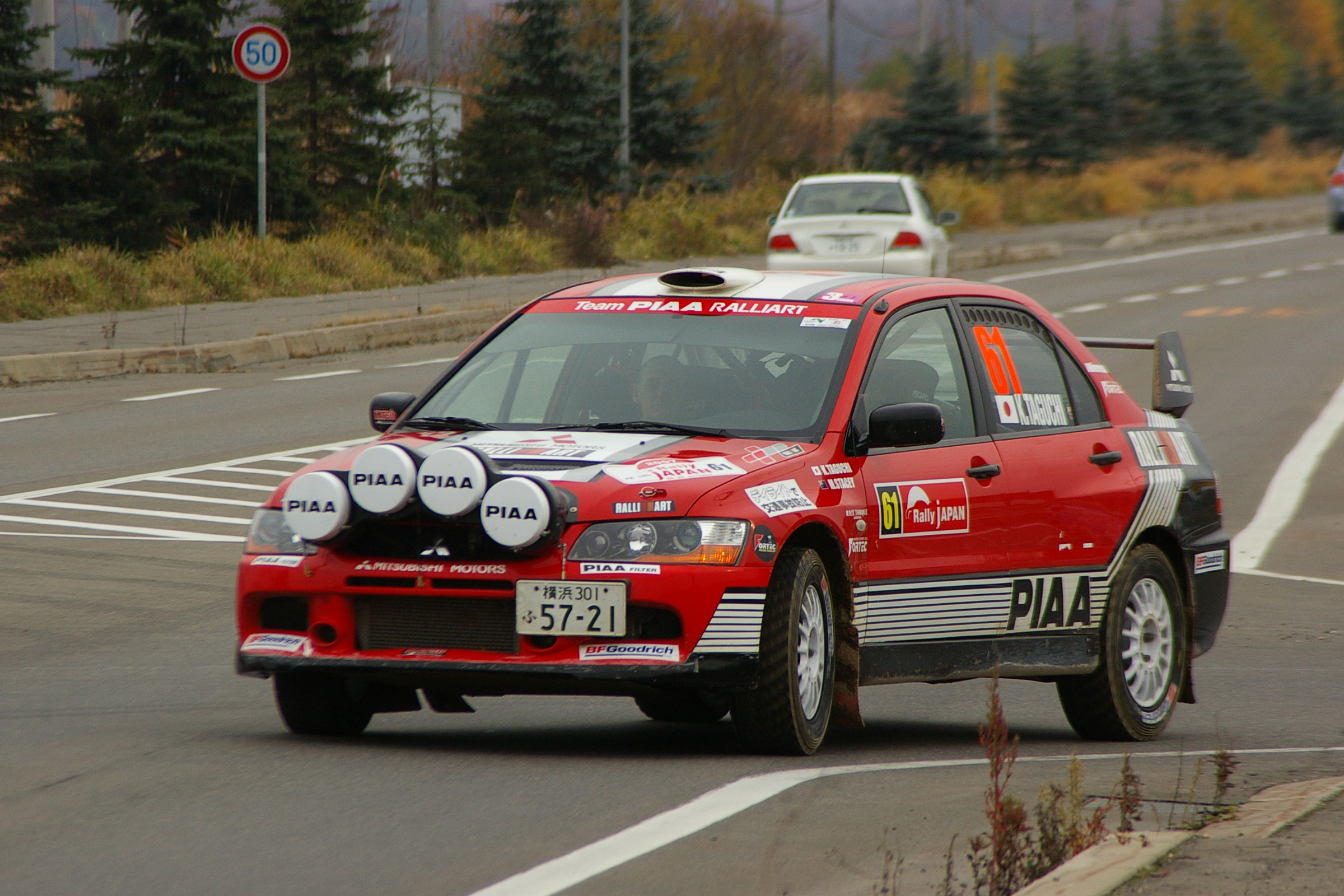
Tagucsi Kacuhiko abszolút nyolcadik lett egy N csoportos Mitsubishivel

A félgyári Stobart Ford pilótája, Jari-Matti Latvala kezdett a legjobban és megnyerte a nyitószakaszt. Később Marcus Grönholm vette át a vezetést, a negyedik szakaszon azonban hibázott; autója oldalával egy farönknek ütközött. Kiesebb időveszteséggel továbbhaladt, ám az autó biztonságát szolgáló bukócső is megsérült az ütközésben, így a szervezők nem engedték, hogy folytassa a versenyt. Ekkor újra Latvala állt az élre, őt azonban Hirvonen megelőzte és a gyári Ford versenyzője a nap végéig tartani tudta pozícióját. Sébastien Loeb a felért a második helyre, Latvala pedig a harmadik helyen zárta a napot. Dani Sordo a negyedik, Henning Solberg az ötödik, Manfred Stohl pedig a hatodik helyen állt ekkor.
A hatodik szakaszon Chris Atkinson olyannyira összetörte a Subaru Impreza WRC-t, hogy másnap már nem tudta folytatni a viadalt.
Második nap

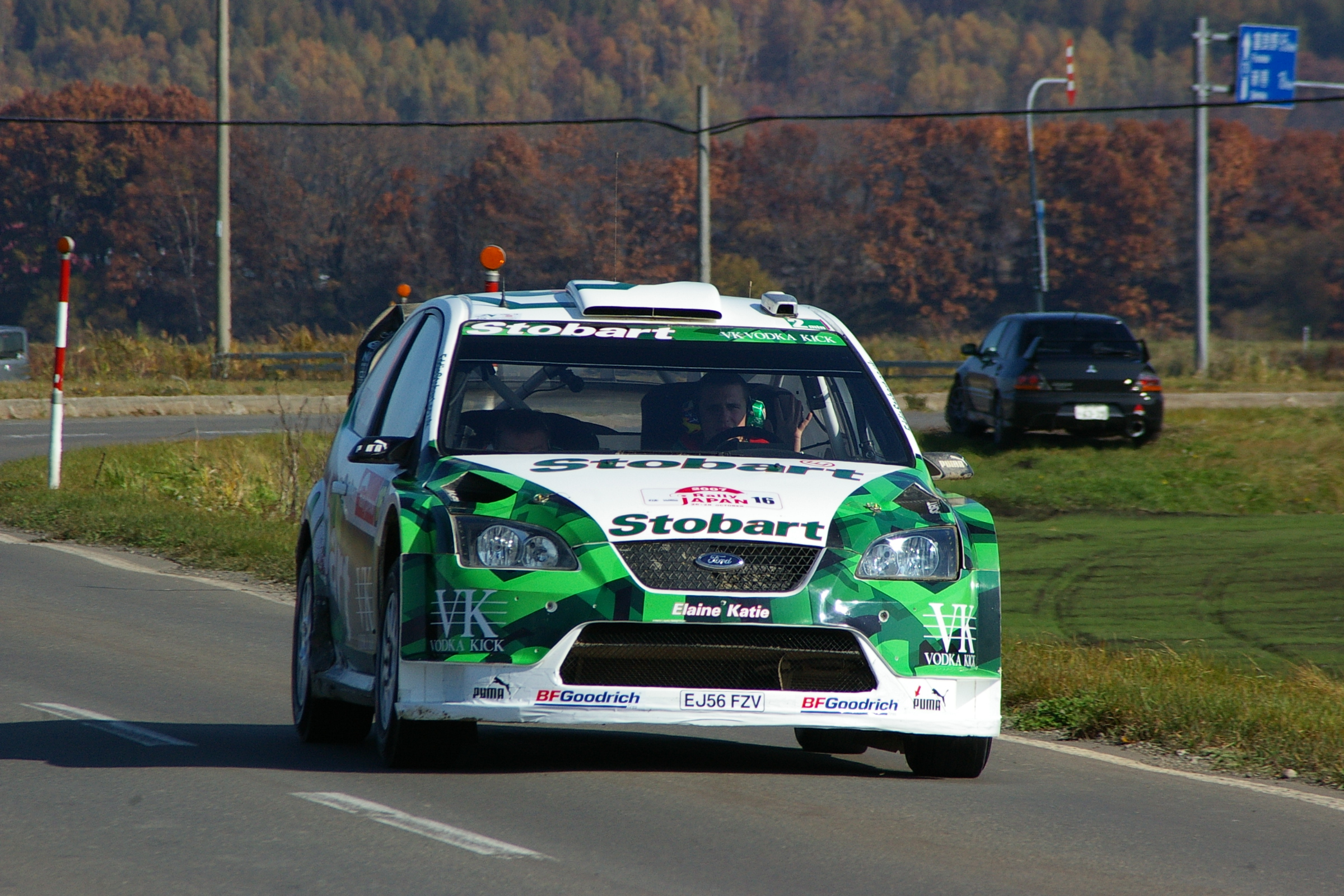
Matthew Wilson pályafutása legjobb eredményét elérve lett negyedik

Loeb szakaszgyőzelemmel kezdte a napot, azonban a napi harmadik gyorson navigátora Elena hibázott és lecsúsztak az útról. Ezen a szakaszon esett ki Latvala is. Hirvonen ezt követően temes előnyben állt a második helyre érkező Sordo előtt.
Harmadik nap

## Szakaszok
| Nap                 | #   | Rajtidő | Szakasz               | Hossz    | Győztes            | Idő     | Átlag seb. | Versenyben vezető  |
| ------------------- | --- | ------- | --------------------- | -------- | ------------------ | ------- | ---------- | ------------------ |
| 1. nap (Október 26) | 1.  | 07:33   | Pawse Kamuy reverse 1 | 9.03 km  | Jari-Matti Latvala | 4:48.9  | 112.5 km/h | Jari-Matti Latvala |
| 1. nap (Október 26) | 2.  | 08:13   | Cup Kamuy 1           | 13.95 km | Marcus Grönholm    | 8:29.7  | 98.5 km/h  | Jari-Matti Latvala |
| 1. nap (Október 26) | 3.  | 08:36   | Kimun Kamuy 1         | 26.03 km | Sébastien Loeb     | 13:56.0 | 112.1 km/h | Marcus Grönholm    |
| 1. nap (Október 26) | 4.  | 09:29   | Rikubetsu 1           | 2.73 km  | Daniel Sordo       | 2:05.4  | 78.4 km/h  | Jari-Matti Latvala |
| 1. nap (Október 26) | 5.  | 13:35   | Pawse Kamuy reverse 2 | 9.03 km  | Jari-Matti Latvala | 4:39.1  | 116.5 km/h | Jari-Matti Latvala |
| 1. nap (Október 26) | 6.  | 14:15   | Cup Kamuy             | 13.95 km | Mikko Hirvonen     | 8:09.0  | 102.7 km/h | Mikko Hirvonen     |
| 1. nap (Október 26) | 7.  | 14:38   | Kimun Kamuy 2         | 26.03 km | Mikko Hirvonen     | 13:26.7 | 116.2 km/h | Mikko Hirvonen     |
| 1. nap (Október 26) | 8.  | 15:31   | Rikubetsu 2           | 2.73 km  | Daniel Sordo       | 2:04.2  | 79.1 km/h  | Mikko Hirvonen     |
| 1. nap (Október 26) | 9.  | 17:44   | Obihiro 1             | 1.35 km  | Armindo Araujo     | 1:18.5  | 61.9 km/h  | Mikko Hirvonen     |
| 1. nap (Október 26) | 10. | 17:54   | Obihiro 2             | 1.35 km  | Xavier Pons        | 1:16.8  | 63.3 km/h  | Mikko Hirvonen     |
| 2. nap (Október 27) | 11. | 07:13   | Rikubetsu 3           | 2.73 km  | Sébastien Loeb     | 2:06.8  | 77.5 km/h  | Mikko Hirvonen     |
| 2. nap (Október 27) | 12. | 07:44   | Puray 1               | 34.96 km | Mikko Hirvonen     | 19:28.3 | 107.7 km/h | Mikko Hirvonen     |
| 2. nap (Október 27) | 13. | 08:23   | Niueo 1               | 20.75 km | Daniel Sordo       | 12:31.3 | 99.4 km/h  | Mikko Hirvonen     |
| 2. nap (Október 27) | 14. | 09:01   | Sipirkakim 1          | 22.43 km | Petter Solberg     | 12:13.1 | 110.1 km/h | Mikko Hirvonen     |
| 2. nap (Október 27) | 15. | 13:44   | Rikubetsu 4           | 2.73 km  | Petter Solberg     | 2:05.6  | 78.2 km/h  | Mikko Hirvonen     |
| 2. nap (Október 27) | 16. | 14:15   | Puray 2               | 34.96 km | Petter Solberg     | 19:01.0 | 110.3 km/h | Mikko Hirvonen     |
| 2. nap (Október 27) | 17. | 14:54   | Niueo 2               | 20.75 km | Daniel Sordo       | 12:17.5 | 101.3 km/h | Mikko Hirvonen     |
| 2. nap (Október 27) | 18. | 15:47   | Sipirkakim Short      | 4.67 km  | Petter Solberg     | 2:42.4  | 103.5 km/h | Mikko Hirvonen     |
| 2. nap (Október 27) | 19. | 17:57   | Obihiro 3             | 1.35 km  | Federico Villagra  | 1:21.4  | 59.7 km/h  | Mikko Hirvonen     |
| 2. nap (Október 27) | 20. | 18:07   | Obihiro 4             | 1.35 km  | Federico Villagra  | 1:22.0  | 59.3 km/h  | Mikko Hirvonen     |
| 3. nap (Október 28) | 21. | 07:06   | Rera Kamuy 1          | 8.76 km  | Sébastien Loeb     | 5:10.1  | 101.7 km/h | Mikko Hirvonen     |
| 3. nap (Október 28) | 22. | 07:29   | Panke Nikorpet 1      | 17.04 km | Daniel Sordo       | 9:35.0  | 106.7 km/h | Mikko Hirvonen     |
| 3. nap (Október 28) | 23. | 08:09   | Penke 1               | 22.19 km | Sébastien Loeb     | 13:23.8 | 99.4 km/h  | Mikko Hirvonen     |
| 3. nap (Október 28) | 24. | 11:35   | Rera Kamuy 2          | 8.76 km  | Sébastien Loeb     | 5:02.5  | 104.3 km/h | Mikko Hirvonen     |
| 3. nap (Október 28) | 25. | 11:58   | Panke Nikorpet 2      | 17.04 km | Sébastien Loeb     | 9:17.9  | 110.0 km/h | Mikko Hirvonen     |
| 3. nap (Október 28) | 26. | 12:38   | Penke 2               | 22.19 km | Daniel Sordo       | 13:05.4 | 101.7 km/h | Mikko Hirvonen     |
| 3. nap (Október 28) | 27. | 14:33   | Obihiro 5             | 1.35 km  | Federico Villagra  | 1:23.6  | 58.1 km/h  | Mikko Hirvonen     |

## Végeredmény
|          | Versenyző          | Navigátor           | Autó                    | Idő       | Különbség | Pont |
| -------- | ------------------ | ------------------- | ----------------------- | --------- | --------- | ---- |
| 1.       | Mikko Hirvonen     | Jarmo Lehtinen      | Ford Focus RS WRC 07    | 3:23:57.6 |           | 10   |
| 2.       | Daniel Sordo       | Marc Marti          | Citroën C4 WRC          | 3:24:35.0 | +37.4     | 8    |
| 3.       | Henning Solberg    | Cato Menkerud       | Ford Focus RS WRC 06    | 3:28:31.3 | +4:33.7   | 6    |
| 4.       | Matthew Wilson     | Michael Orr         | Ford Focus RS WRC 06    | 3:30:35.5 | +6:37.9   | 5    |
| 5.       | Luis Perez Companc | Jose Diaz           | Ford Focus RS WRC 06    | 3:30:38.0 | +6:40.4   | 4    |
| 6.       | Manfred Stohl      | Ilka Minor          | Citroën Xsara WRC       | 3:31:01.9 | +7:04.3   | 3    |
| 7.       | Federico Villagra  | Jorge Perez Companc | Ford Focus RS WRC 06    | 3:35:12.9 | +11:15.3  | 2    |
| 8.       | Tagucsi Kacuhiko   | Mark Stacey         | Mitsubishi Lancer Evo 9 | 3:44:37.7 | +20:40.1  | 1    |
| PCWRC    |                    |                     |                         |           |           |      |
| 1. (9.)  | Gabriel Pozzo      | Daniel Stillo       | Mitsubishi Lancer Evo 9 | 3:45:50.6 |           | 10   |
| 2. (11.) | Leszek Kuzaj       | Craig Parry         | Subaru Impreza WRX STI  | 3:48:30.7 | +2:40.1   | 8    |
| 3. (12.) | Takuma Kamada      | Naoki Kase          | Subaru Impreza WRX STI  | 3:48:39.0 | +2:48.4   | 6    |
| 4. (17.) | Yevgeni Vertunov   | Georgi Troshkin     | Subaru Impreza WRX STI  | 3:50:41.7 | +4:51.1   | 5    |
| 5. (19.) | Mark Higgins       | Scott Martin        | Mitsubishi Lancer Evo 9 | 3:51:23.3 | +5:32.7   | 4    |
| 6. (21.) | Patrik Flodin      | Maria Andersson     | Subaru Impreza WRX STI  | 3:58:39.6 | +12:49.0  | 3    |
| 7. (23.) | Juho Hänninen      | Mikko Markkula      | Mitsubishi Lancer Evo 9 | 4:03:12.4 | +17:21.8  | 2    |
| 8. (10.) | Yoshio Ikemachi    | Sadatoshi Ando      | Subaru Impreza WRX STI  | 4:03:48.7 | +17:58.1  | 1    |